# Горинг, Джордж, 1-й граф Норвич
Джордж Горинг, 1-й граф Норвич (англ. George Goring, 1st Earl of Norwich; 28 апреля 1585 — 6 января 1663) — английский солдат и политик, заседавший в Палате общин с 1621 по 1628 год, когда он был возведен в звание пэра.

## Биография
Горинг был сыном Джорджа Горинга (? — 1602) из Херстпирпойнта и Овингдина, Сассекс, и его жены Энн Денни, сестры Эдварда Денни, 1-го графа Норвича (1569—1637). Он поступил в Сидни-Сассекс-колледж в Кембридже в 1600 году и, возможно, впоследствии провел некоторое время во Фландрии. Он был посвящен в рыцари в 1608 году, стал фаворитом при дворе и извлек выгоду из успешной внешней политики и монополий, предоставленных королем Карлом I. В 1621 году он был избран членом парламента от Льюиса . В 1623 году он был произведен в рыцари-маршалы. Он был переизбран депутатом парламента от Льюиса в 1624, 1625, 1626 и 1628 годах. 14 апреля 1628 года для него был создан титул 1-го барона Горинга из Херстпирпойнта. В 1639 году он стал тайным советником и вице-камергером двора.
Год спустя разногласия между королем Карлом и его парламентом обострились, и Джордж Геринг свободно посвятил свое состояние королевскому делу. 28 ноября 1644 года король воссоздал для Джорджа Горинга титул 1-го графа Норвича, который он создал в 1628 году для лорда Эдварда Денни, графа Норвича, его дяди, который угас после его смерти в 1637 году. В 1642 году он отправился с королевой Генриеттой Марией в Нидерланды, чтобы собрать деньги для короля, а осенью следующего года пытался получить оружие и деньги у кардинала Мазарини в Париже. Его действия были раскрыты парламенту в январе 1644 года в перехваченном письме Генриетте Марии. Впоследствии он был обвинен в государственной измене, но благоразумно оставался за границей до 1647 года, хотя и был лишен своих земель и доходов, когда получил пропуск от парламента под предлогом поиска примирения.
Таким образом, Джордж Горинг смог принять видное участие во Второй гражданской войне 1648 года. Он командовал кентскими ополченцами, которые лорд Фэрфакс рассеял в Мейдстоне и других местах, и был вынужден безоговорочно сдаться в Колчестере. Отказ графа Норвича сдаться, даже после того, как стало известно, что дело безнадежно и жители города умоляли его сдаться, считался нарушением правил войны. Двое из его командиров были казнены после осады за их участие в ней. Граф Норвич был приговорен к ссылке в ноябре 1648 года голосованием Палаты общин, но в следующем месяце голосование было отменено.
В начале следующего года под руководством Джона Брэдшо был организован суд против графа Норвича, герцога Гамильтона, лорда Капеля, графа Холланда и сэра Джона Оуэна. Каждый из них получил смертный приговор 6 марта 1649 года, но прошение о помиловании были представлены парламенту, и жизнь графа Норвича была спасена решающим голосом спикера. Вскоре после освобождения из тюрьмы в мае 1649 года он присоединился к изгнанному двору Карла II Стюарта, который использовал его в бесплодных переговорах с герцогом Лотарингским. Он стал капитаном королевской гвардии во время Реставрации Стюартов, и с учётом состояния, которое он потратил, или дохода, который он потерял на службе у короля, ему была назначена пенсия в размере 2000 фунтов стерлингов в год.
Граф Норвич умер в Брентфорде 6 января 1663 года.

## Семья
Джордж Горинг был женат на Мэри Невилл (умер в июле 1648 года), дочь Эдварда Невилла, 8-го барона Бергавенни (ок. 1550—1622), и Рейчел Леннард (? — 1616, у него было четыре дочери и два сына:
- Леди Элизабет Горинг (ум. в ноябре 1687 года), муж — Уильям Бреретон, 2-й барон Бреретон (1611—1664)
- Леди Катрин Геринг, которая вышла замуж за Эдварда Скотта (? — 1665) из Скоттс-Холла и имела несколько детей, но муж отказывался признавать свое отцовство, на основании её пресловутой измены (одни из её любовников был принц Руперт). Её сын Томас унаследовал имения после того, как Эдвард запоздало признал его своим законным сыном. Томас женился в 1663 году на Каролине Картерет, дочери сэра Джорджа Картерета, 1-го баронета.
- Леди Люси Горинг, которая вышла замуж за сэра Дрю Дина
- Леди Диана Горинг, 1-й муж — Томас Коверт из Слогэма, Сассекс; 2-й муж — Джордж Портер (ок. 1622—1683), старший сын известного придворного Эндимиона Портера
- Джордж Горинг, лорд Горинг (14 июля 1608 — 25 июля 1657)
- Чарльз Горинг, 2-й граф Норвич (ок. 1615 — 3 марта 1671), второй сын и преемник отца.